# Josef Plzák
Josef Plzák (19. března 1931 Trstená, Slovensko – 4. dubna 2022 Praha) byl celoživotním aktivním radioamatérem se značkou OK1PD. Tomuto oboru se věnoval i po studiu v zaměstnání na Ministerstvu vnitra. Pro své postoje v době po roce 1968 musel však své zaměstnání opustit a v rámci normalizační očisty přišel o titul kandidáta věd, hodnost i vyznamenání. Po roce 1989 byl rehabilitován a ke své profesi se mohl vrátit. Ve volném čase se znovu naplno věnoval radioamatérství a jeho propagaci.

## Životopis
Josef Plzák se narodil v Trstené na Slovensku v rodině veterináře jako nejmladší z pěti dětí. Jméno Josef zdědil po jednom ze svých sourozenců, který zemřel před jeho narozením. Po roce 1938 se rodina přestěhovala do Čech, do Kamýka nad Vltavou a později do Černovic u Tábora, kde Josefův otec nastoupil jako veterinář. Josef pak studoval na gymnáziu v Příbrami a poté v Táboře, kde se stal vášnivým radioamatérem a aktivním skautem.
Následně vystudoval elektrotechnickou fakultu  ČVUT v Praze. V roce 1950 získal povolení k radioamatérskému vysílání. Již v době vysokoškolského studia vykonával funkci zodpovědného operátora radioklubu OK1KUR. Podařilo se mu dvakrát zvítězit a dvakrát byl druhý v největším světovém závodě v radioamatérském vysílání CQWW DX Contest. Ve svých vzpomínkách uveřejněných v časopise Radioamatér v čísle 6/2007 na straně 5 a v následujícím čísle 1/2008 na straně 4 popsal i svoji účast na stavovském organizování radioamatérů od počátku své aktivní radioamatérské práce v ČAV (Českoslovenští amatéři vysílači) a ve Svazarmu (Svaz pro spolupráci s armádou – nástupce ČAV od roku 1952), ze kterého byl v roce 1971 vyloučen. Aktivní byl ale i nadále, pro časopis Amatérské radio připravoval seriál Škola amatérského vysílání.
Po roce 1989 se ihned znovu zapojil do organizování spolkového života. V profesním sdružení ČRK – Český radioklub, který od května 1990 sdružoval české radioamatéry, zastával v letech 1990–1991 funkci předsedy.
Radioamatérem zůstal celý život, ani na jeho sklonku se nepřestal svému koníčku věnovat. Dokladem dosažených radioamatérských spojení jsou QSL lístky, jakési osobní vizitky, obsahující základní údaje o radioamatérovi a o navázaném spojení. Tyto karty formátu pohlednic si radioamatéři mezi sebou vyměňují po dosažení oboustranného kontaktu. Lístků QSL rozeslal Josef Plzák během svého života velké množství a dostával je z celého světa.
Dům, kde žil v Praze v Krči, byl zdaleka viditelný podle velké antény umístěné na střeše třípatrového obytného domu. Tuto anténu upravoval a obsluhoval až do konce svého aktivního života. Pohřbený je v rodinném hrobě v Černovicích.

## Profesní život do roku 1989
V roce 1955 Josef Plzák nastoupil na Ministerstvo vnitra. Nejprve pracoval na IX. správě MV, kde se zabýval problematikou rádiového spojení a vývoje a v roce 1964 byl přeřazen k rozvědce na I. správu MV. Naštěstí měl možnost zůstat i nadále aktivním radioamatérem. V roce 1959 byl i díky své znalosti francouzského jazyka vyslán do Guineje jako poradce pro spojovací a operativní techniku pro tamní vládu vedenou Ahmedem Sékou Touré. Dění v afrických zemích v padesátých a šedesátých letech minulého století po vyhlášení nezávislosti po osamostatnění z koloniální nadvlády je dokladem hledání vlastních cest těchto zemí i snahy tehdejších socialistických zemí o získání vlivu a rozšiřování socialistické ideologie. Guinea byla první ze zemí frankofonní Afriky, která tuto nezávislost získala. Tehdejší guinejský ministr vnitra Keita Fodéba poznal Československo jako bývalý tanečník afrického baletu, který byl předtím velmi dobře v Československu přijat, toho se rozhodli nejvyšší guinejští představitelé politicky využít a požádali československou vládu o pomoc při zavádění rádiových služeb.
Náplní práce Josefa Plzáka v Guineji bylo tehdy především zřizování rádiových služeb, budování agenturních stanic a zacvičování obsluhy této techniky. V Guineji se uskutečnily dva pobyty, první mezi lety 1959–1961, druhý v letech 1965–1966. Plzákovy vzpomínky z Guineje jsou dokladem turbulentního vývoje v padesátých a šedesátých letech 20. století.
Po návratu do Československa pracoval Josef Plzák dále na Ministerstvu vnitra na I. správě, na rozvědce. V roce 1968 byl členem operačního štábu ministerstva a po obsazení Československa 21. srpna se jako odborník na spojovací techniku podílel na udržování spojení mezi improvizovanými stanovišti MV a při přípravě záložního rádiového spojení pro vedení ministerstva.
V roce 1969  odmítl účast na ozbrojeném dohledu při pohřbu Jana Palacha a ke konci září tohoto roku požádal o uvolnění ze služebního poměru.
Následně byl vyloučen i z KSČ, kam vstoupil v padesátých letech pro své sociální cítění, a brzy přišel i o svoji radioamatérskou koncesi. Díky známým se mu ale podařilo uchytit v závětří  VÚST – Výzkumného ústavu pro sdělovací techniku A. S. Popova v Praze 4 na Novodvorské ulici (ústav zanikl v roce 2008), kde se dále mohl věnovat své oblíbené činnosti. Pracoval v laboratoři na vývoji přístrojů pro kosmický výzkum u projektů Interkosmos a Magion.

## Rehabilitace po roce 1989
Po roce 1989 byl Josef Plzák plně rehabilitován a byla mu vrácena odňatá hodnost i titul kandidáta věd. Bylo mu nabídnuto, aby se vrátil do služeb Ministerstva vnitra, to ale odmítl. V následujícím roce však využil nabídku návratu do zpravodajské služby a nastoupil na místo ředitele rádiového průzkumu v nově budované rozvědce. Napsal i nové studijní texty pro začínající příslušníky zpravodajských služeb. Několik let se tak podílel na obnově rádiové složky zpravodajských služeb Československé a následně České republiky.

## Odborná činnost publikační a další
Své odborné znalosti zúročil Josef Plzák po roce 1989 i v dalších směrech. Podílel se na znovuobnovení profesní radioamatérské organizace v rámci Českého radioklubu,  vždy byl přitom příkladem dodržování tzv. HAM Spiritu – souboru nepsaných norem chování radioamatérů uvnitř komunity příznivců radioamatérského vysílání i vůči okolí.
Jeho velkým zájmem byla historie radioamatérství a jeho využití v rozvědné činnosti. Podrobně se zabýval historií zpravodajských služeb a jejich rádiovým spojením. V obsáhlém článku, původně psaném pro časopis Security magazín, který následně zveřejnil Český radioklub na svých webových stránkách, podrobně vysvětlil základní pojmy, historii zpravodajství od Alexandra Velikého a Mistra Suna – SUN–c´ (čínského vojenského stratéga žijícího v 6. století před naším letopočtem v Číně) až po moderní pojetí zpravodajské služby, principy rádiového spojení, mechanismy šíření krátkých vln, rádiové agenturní spojení a jeho historii na území Československa před, za i po druhé světové válce, využití domácím odbojem i další témata. Historie je v článku shrnuta až do 90. let 20. století, vše je doplněno fundovaným technickým výkladem. Podrobně se zabýval výsadky za druhé světové války a jimi užívaným rádiovým spojením. Samostatným tématem je radiostanice Libuše, která operovala v rámci výsadku SILVER A, která je podrobně popsána opět na webových stránkách Českého radioklubu a zároveň je součástí druhého vydání knihy Operace SILVER A autora Zdeňka Jelínka.
Počátkem roku 2001 se Josefu Plzákovi naskytla životní příležitost. Se dvěma kolegy z Českého radioklubu, Jiřím Šandou (OK1RI) a Jaroslavem Semotánem (OK1RD), se zúčastnil expedice Pacific 2001 s cílem na ostrově Kiritimati (Vánoční ostrov), jeden ze skupiny Liniových ostrovů republiky Kiribati. Během expedice dosáhli její tři účastníci více než 42 tisíc spojení. Josef Plzák  poté shrnul své zkušenosti na webových stránkách Českého radioklubu. Přitom popsal nejen své zážitky, ale i pozitivní i negativní zkušenosti s novými českými radioamatéry, s důrazem na jejich poučení a výchovu.
Velkým propagátorem rádiového vysílání zůstal i po odchodu do důchodu a dál se věnoval přednáškám a publikační činnosti. Pro radioamatérskou veřejnost zůstal jednou z legend radioamatérství jak českého, tak i mezinárodního.

## Galerie

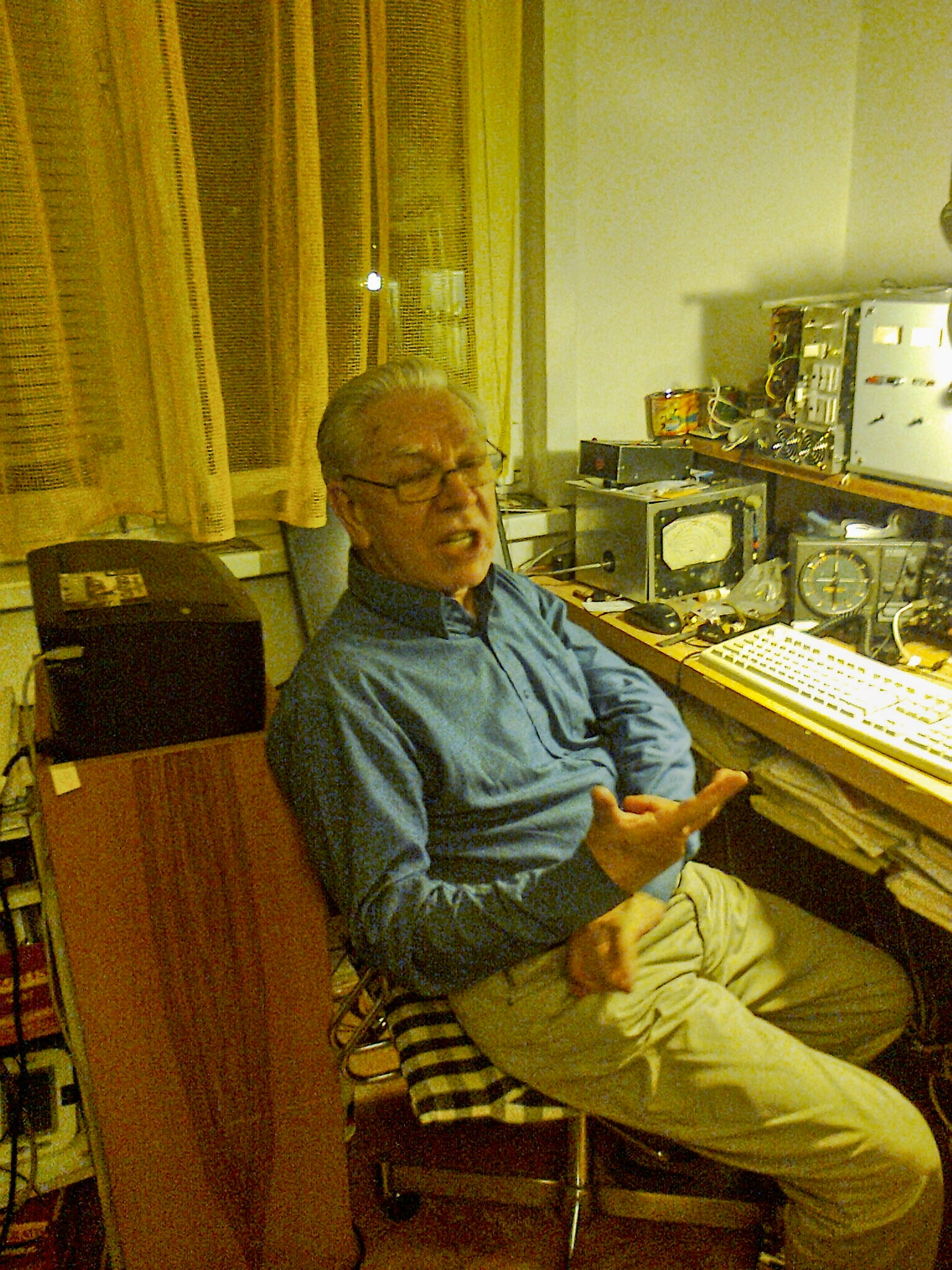
Josef Plzák ve své domácí pracovně
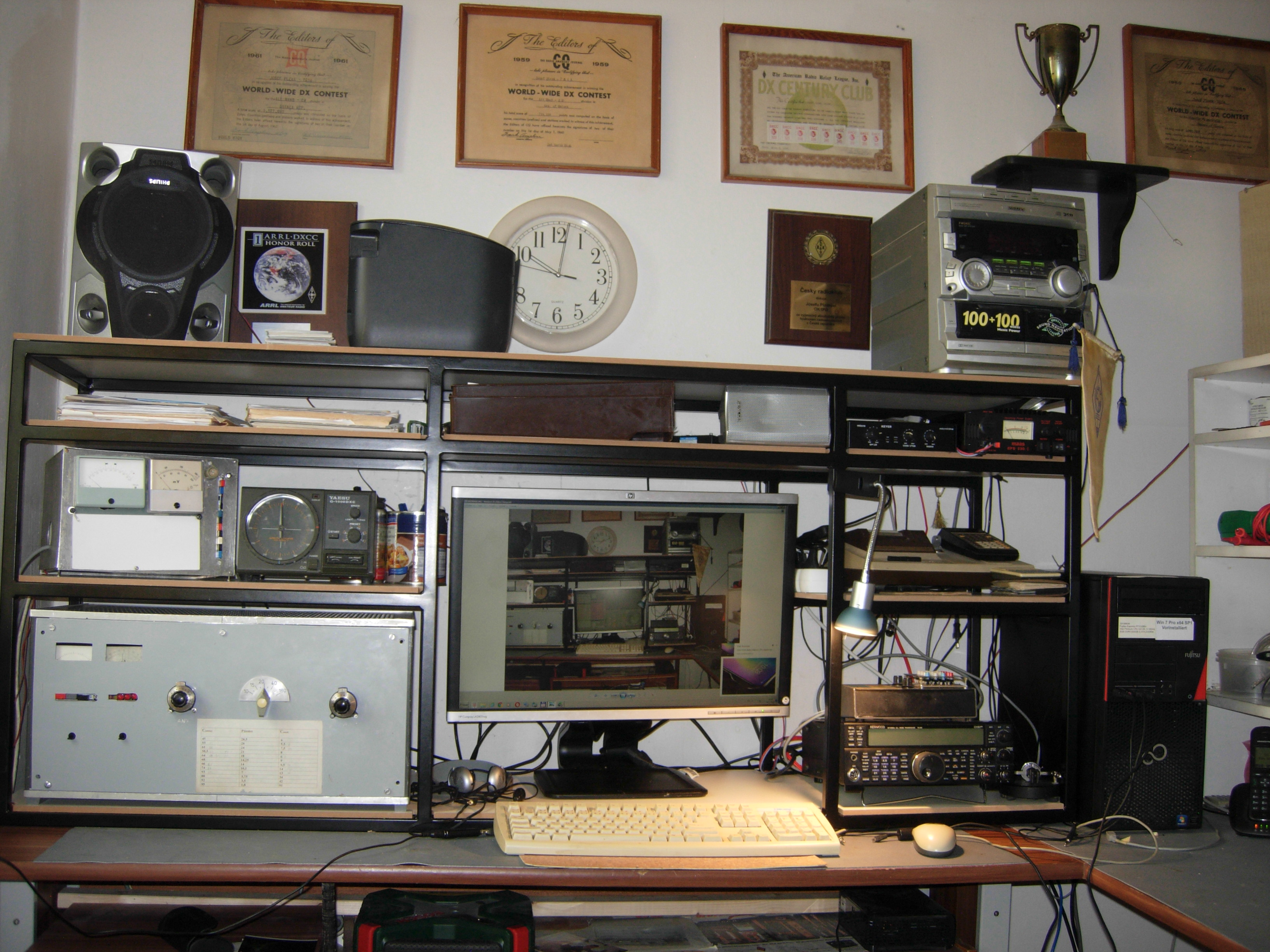
Domácí pracovna v bytě Josefa Plzáka
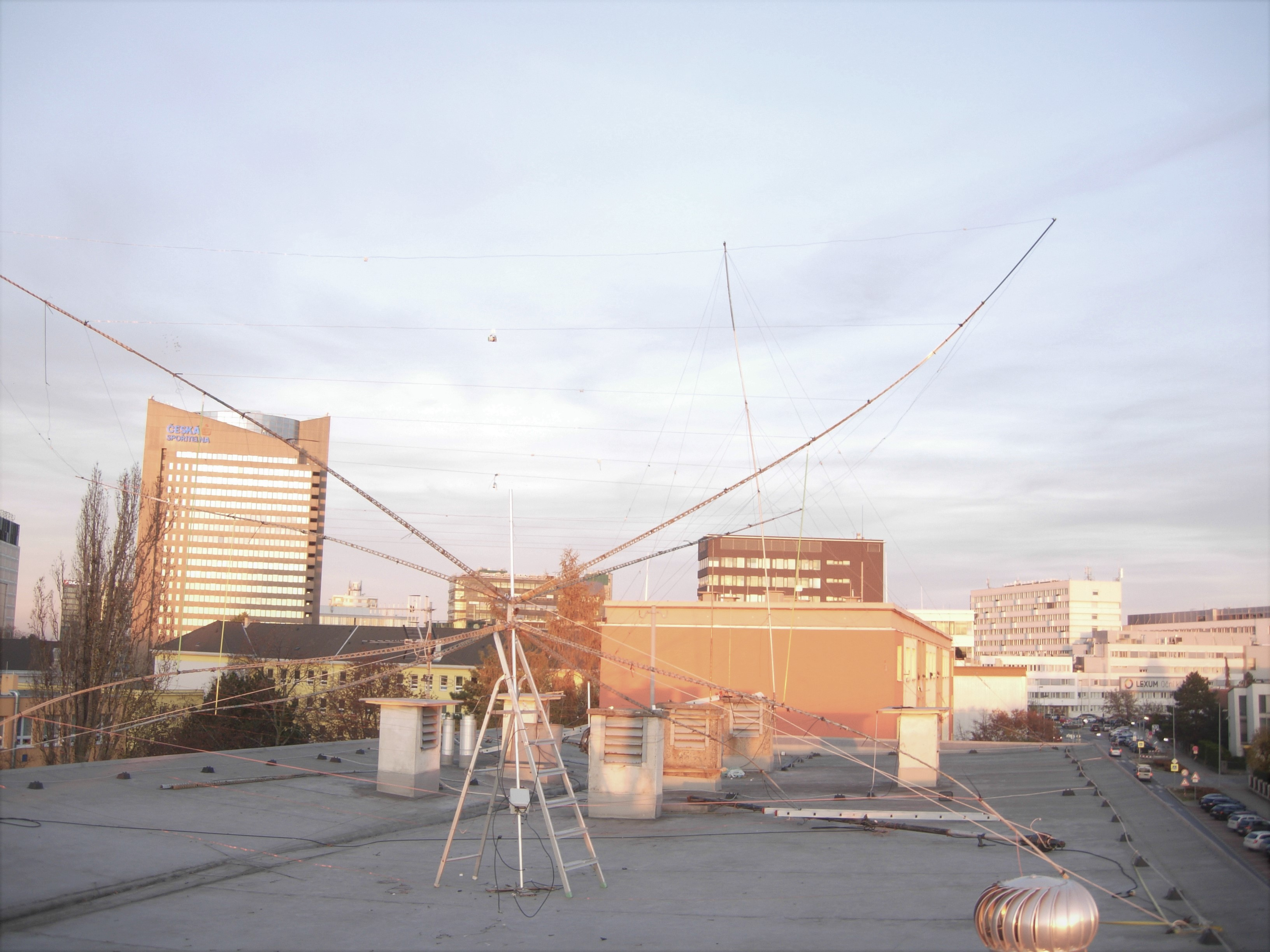
Anténa Josefa Plzáka na obytném domě v Praze v Krči
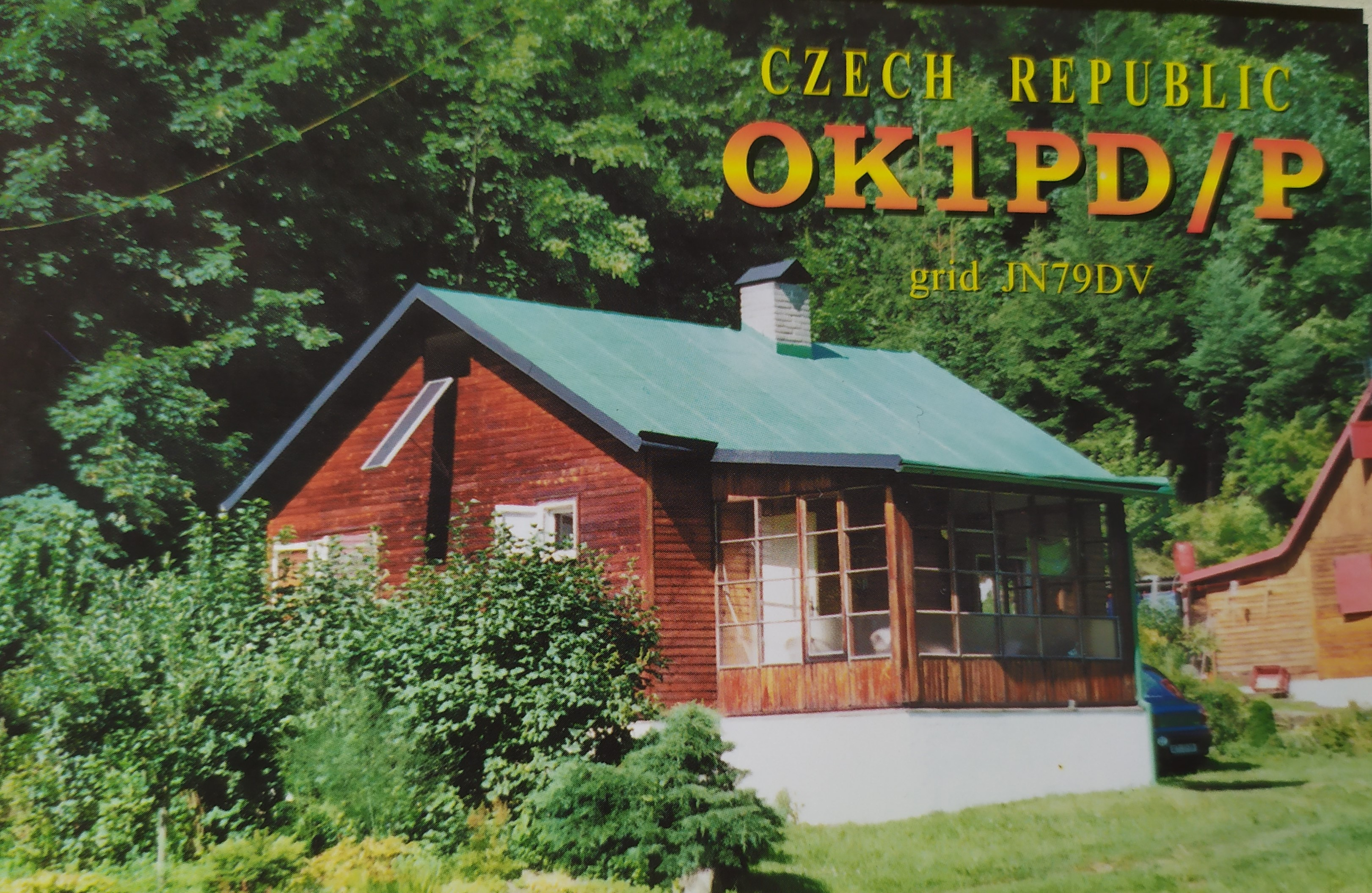
QSL lístek OK1PD Josefa Plzáka
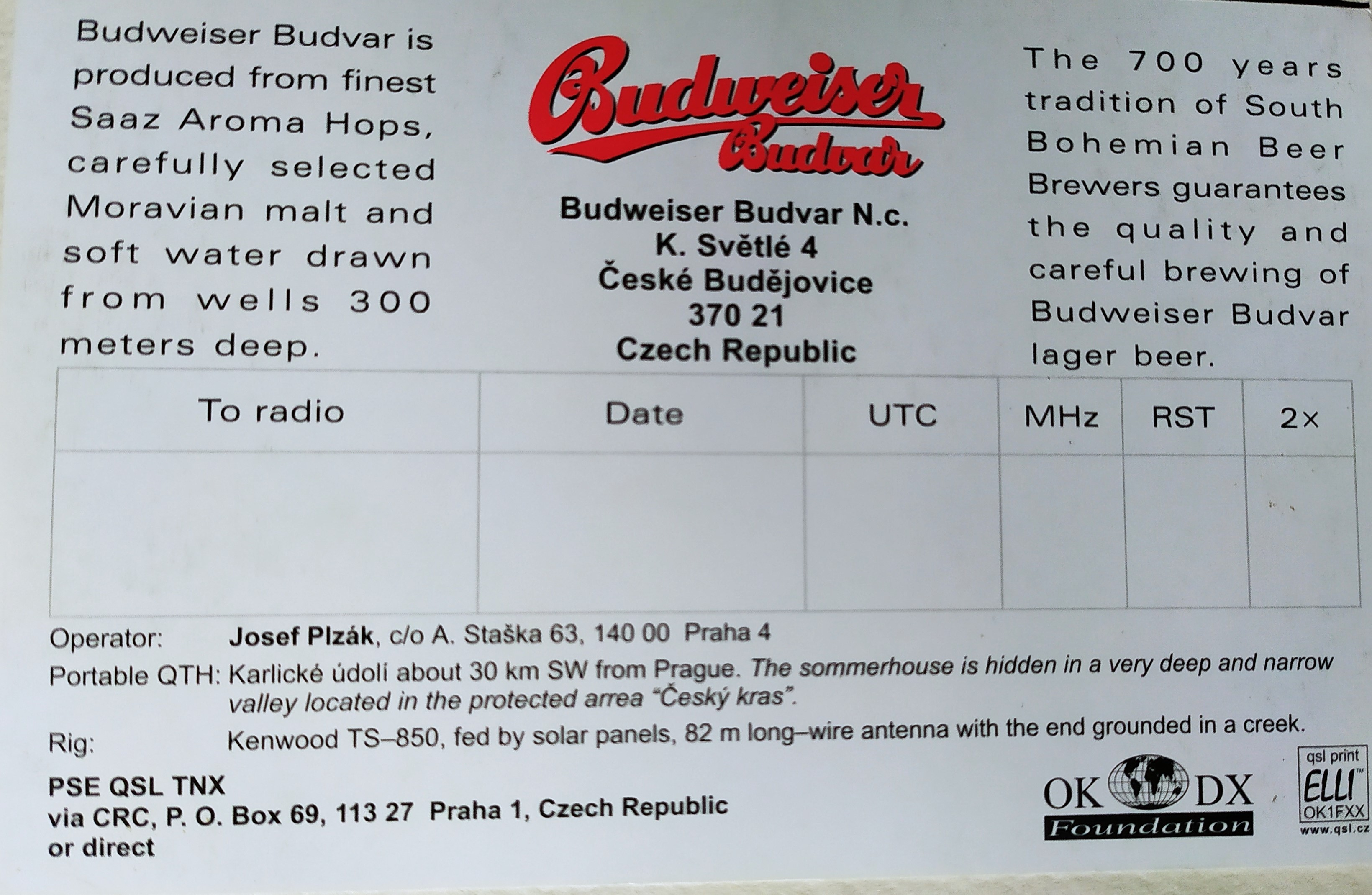
Zadní nevyplněná strana QSL lístku OK1PD Josefa Plzáka
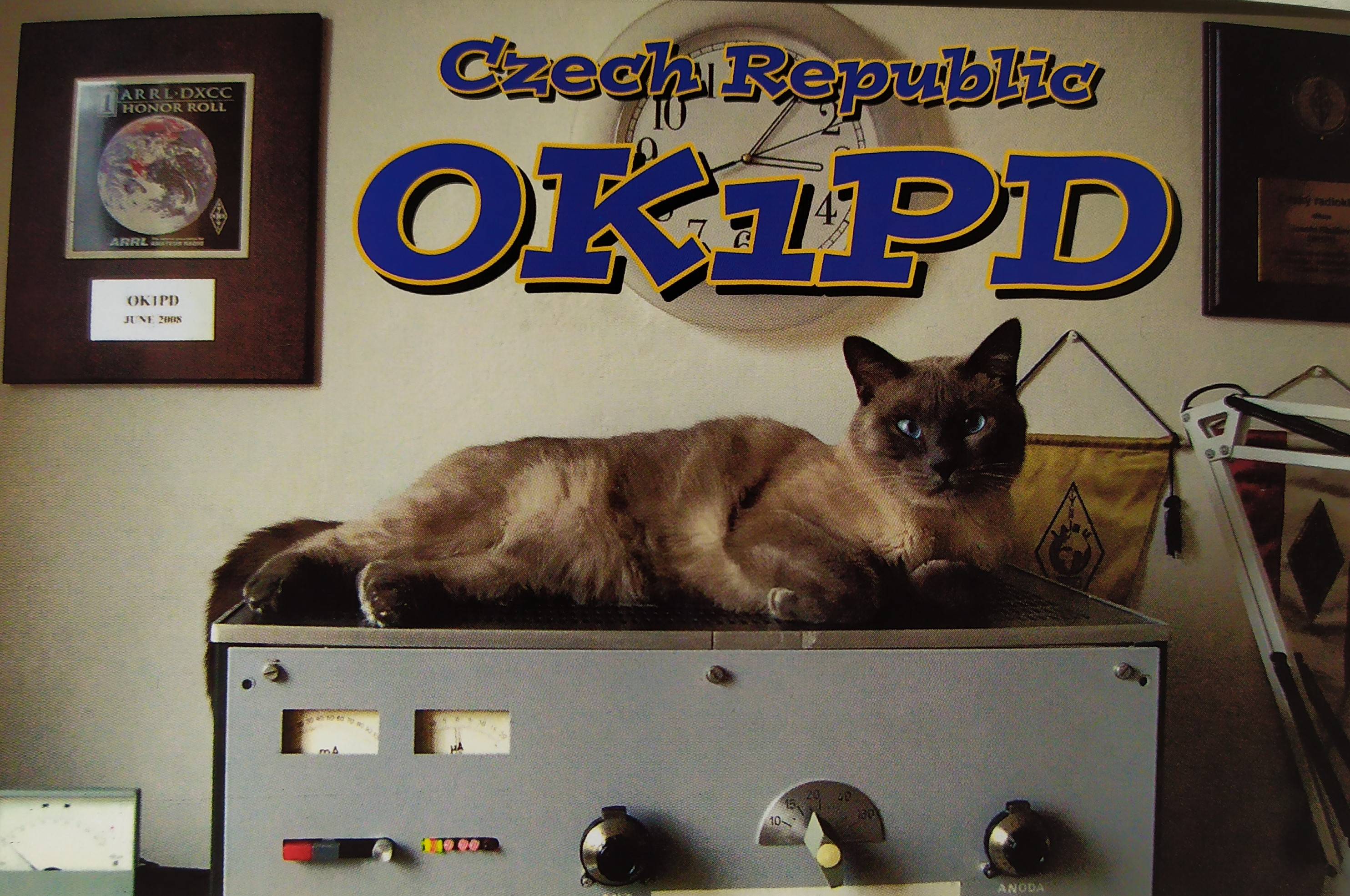
QSL lístek OK1PD Josefa Plzáka
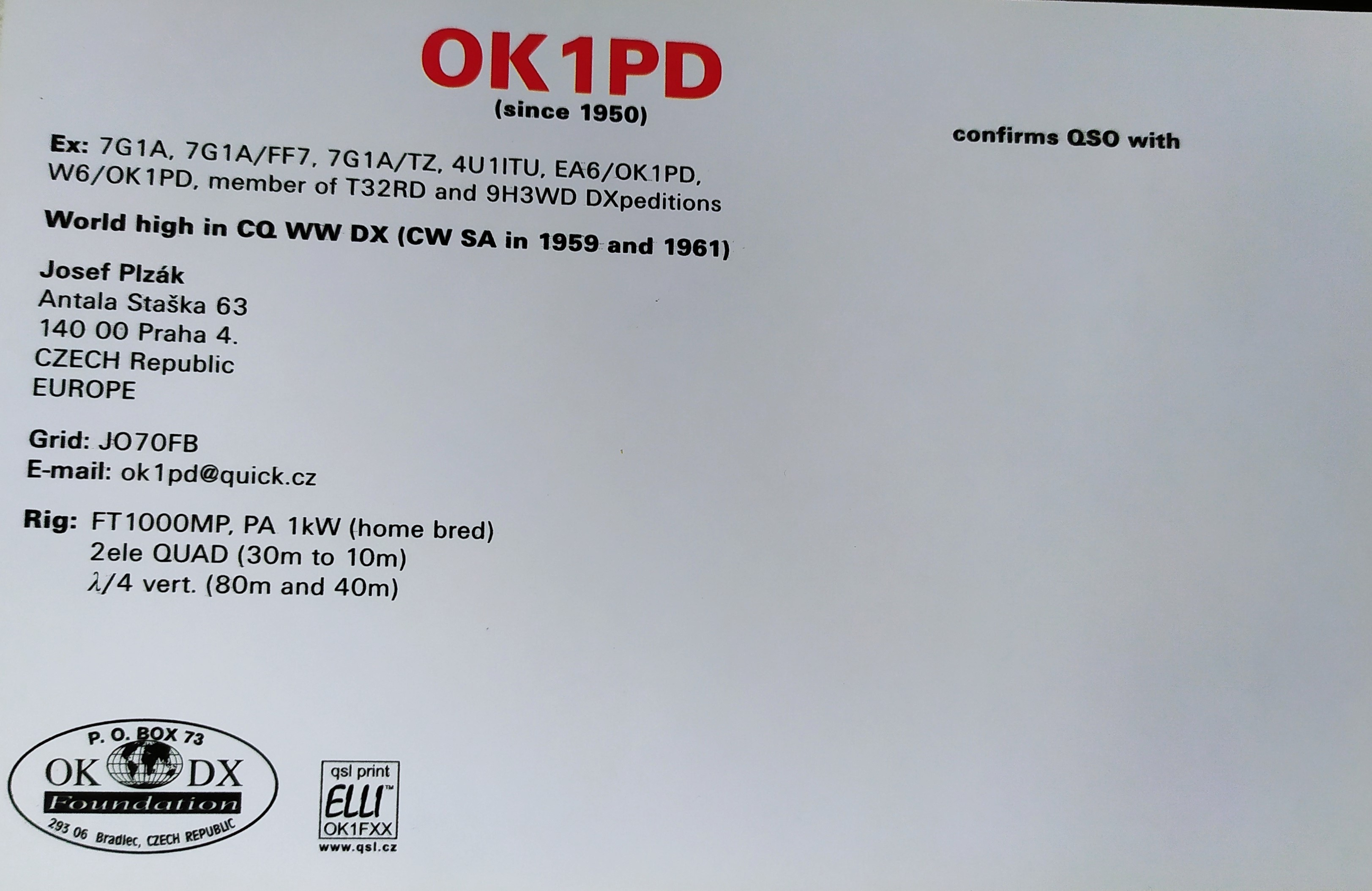
Zadní nevyplněná strana QSL lístku OK1PD Josefa Plzáka